# Louise Lidströmer
Louise Lidströmer, tidigare L2 eller Ljubi som signatur, född 9 juli 1948 i Wien, är en svensk gallerist, målare, mönsterskapare och scenograf. Hon är gift med Pär Gunnar Thelander. 
Louise Lidströmer är dotter till civilingenjören Zvonimir Wisnitz och Rada, ogift Krainich.
Lidströmer studerade på Konsthögskolan 1967–1972. Hon har efter studierna ställt ut separat ett 50-tal gånger bland annat på Örebro konsthall, Hälsinglands museum, Galleri Franciska i Århus, Karlskoga konsthall, Stockholm Art Fair, Cité Internationale des Arts i Paris, Olle Olsson museet i Hagalund och på Kalmar museum. Bland hennes offentliga arbeten märks utsmyckningar för Huddinge tingsrätt och mönster till textil för 4:e AP fonden som vävdes av Handarbetets Vänner. Hon tilldelades Lidingö kommuns kulturstipendium 1987, Britt Paus stipendium 1987, Stockholm stads konstnärsstipendium 1989, Tyra Kleens Stipendium 1990, Arbetsstipendium från Sveriges bildkonstnärsfond 1992 samt Konstakademiens ateljéstipendium i Paris 1996–1998. Som scenograf har hon bland annat arbetat med uppsättningar av Fröken Julie, Ett Drömspel och Boris Godunov. Lidströmer är representerad vid Statens konstråd, Kalmar konstmuseum samt i ett flertal kommuner och landsting.

### Fotnoter
1. ↑  Sveriges befolkning 1985 och 1975, Arkiv Digital
2. ↑  Lidströmer, Ljubi, konstnär, Lidingö i Vem är hon / s 275 (1988).
3. ↑  ”Kalmar konstmuseum”. Arkiverad från originalet den 3 december 2017. https://web.archive.org/web/20171203224615/http://konstdatabas.designarkivet.se/index.php/Detail/Object/Show/object_id/2867. Läst 3 december 2017.